# 茨竹乡 (重庆市)
茨竹乡，是中华人民共和国重庆市万州区下辖的一个乡镇级行政单位。

## 行政区划
茨竹乡下辖以下地区：
茨竹社区、盛家村、马家村、前堰村、外梁村和枣木村。